# شاهین خاکستری
شاهین خاکستری (نام علمی: Falco hypoleucos) نام یک گونه از سرده شاهین است.